# Tulpius
Tulpius is een geslacht van spinnen uit de familie springspinnen (Salticidae).

## Soorten
De volgende soorten zijn bij het geslacht ingedeeld:
- Tulpius gauchus Bauab & Soares, 1983
- Tulpius hilarus Peckham & Peckham, 1896